# Marko Lotrič
Marko Lotrič (ur. 6 maja 1963 w Kranju) – słoweński przedsiębiorca i działacz gospodarczy, od 2022 przewodniczący Rady Państwa.

## Życiorys
W 1991 zajął się prowadzeniem własnej działalności gospodarczej, zakładając wraz z żoną firmę w miejscowości Selca. W ciągu 30 lat na jej bazie powstała działająca w kilku państwach grupa Lotrič Meroslovje, w której Marko Lotrič objął funkcję dyrektora zarządzającego.
W 2022 powołany na prezesa ZDOPS, słoweńskiego związku rzemieślników i przedsiębiorców. W tym samym roku wszedł w skład Rady Państwa jako przedstawiciel pracodawców. W grudniu 2022 został wybrany na przewodniczącego wyższej izby słoweńskiego parlamentu.